# Шинода, Майк
Майкл Кенджи (Майк) Шинода (англ. Michael Kenji "Mike" Shinoda, Синода Кэндзи (яп. 篠田 賢治); род. 11 февраля 1977, Панорама-Сити, Лос-Анджелес) — американский музыкант, продюсер, художник и дизайнер японского происхождения, наиболее известный как один из основателей группы Linkin Park, а также как автор сольного проекта Fort Minor. Его творчество сочетает рэп, рок, электронную музыку и визуальное искусство.

## Биография

### Семья
Майкл Кендзи Шинода родился 11 февраля 1977 года в Агура-Хиллз, штат Калифорния, в семье с японскими корнями по отцу и англо-немецкими — по матери. Его отец — Мутсу Шинода — пережил интернирование японцев в США во время Второй мировой войны. Это оказало сильное влияние на мировоззрение Майка: он с юности интересовался вопросами идентичности, дискриминации и культурного наследия.
Майк женился на детской писательнице Анне Мари Хиллинджер (англ. Anna Marie Hillinger) 10 мая 2003 года. Сейчас у них есть сын Отис (англ. Otis Akio Shinoda) и две дочери — Джоджо и Абба. По словам Майка, песня «Where’d You Go» его сольного проекта Fort Minor посвящена его жене.

### Детство, юность и начало карьеры
По словам Майка, он начал рисовать сразу, как смог держать карандаш.
 Мои родители всучали мне блокнот и ручку, когда мы садились ужинать. Я съедал раньше всех, и мне становилось скучно. Я начинал шуметь, надоедать всем; они поняли, что если дать мне блокнот и ручку, я заткнусь на какое-то время (смеётся). 
Шинода начал заниматься музыкой в 3 года, когда мама записала его в класс игры на фортепиано. В 12 он впервые в жизни написал полноценное произведение для музыкального конкурса, на котором он занял первое место, причём остальные конкурсанты были на 5 лет старше: «Впервые в жизни я осознал, что могу писать песни, и это прикольное занятие». Со временем его увлечение музыкой всё больше росло. В 13 лет увлекся джазом, блюзом и хип-хопом. Во время учёбы в школе добавил к своему репертуару гитару и рэп.
После выхода из подросткового возраста источником вдохновения Майка стал его друг Брэд Делсон, с которым он вскоре начал писать песни и записывать их в самодельной студии, созданной в спальне Майка. Шинода окончил школу в Агуре (Agoura High School) с будущими участниками Linkin Park Брэдом Дэлсоном и Робом Бурдоном. В 1996 друзья создали группу под названием Xero и стали делать более серьёзные попытки продолжить карьеру в музыкальной индустрии.
Шинода поступил в Пасадинский искусствоведческий колледж (англ. Art Center College of Design of Pasadena) изучать графический дизайн и иллюстрацию. Брэд в то время учился в Калифорнийском университете в Лос-Анджелесе и делил комнату с Дэйвом Фарреллом, под прозвищем «Феникс». В колледже Шинода познакомился с диджеем и тёрнтейблистом Джо Ханом, который вскоре вместе с Фениксом присоединился к Xero. В 1997 вторым солистом группы стал Марк Уэйкфилд. Группа записала свою первую демо-кассету, состоявшую из 4-х песен, но ни один из лейблов не захотел заключать с Xero контракт. Вскоре Уэйкфилд ушёл из группы, решив, что у неё нет будущего.
Шиноде удалось окончить колледж со степенью бакалавра в иллюстрации, таким образом обеспечив себе работу графическим дизайнером.

### Linkin Park
Вместо Марка Уэйкфилда группа взяла вокалиста Честера Беннингтона и сменила название на Hybrid Theory, а позже на Linkin Park (производное от названия Парка Линкольна — «Lincoln Park»).
С самого начала Шинода принимал активное участие в технических аспектах записей группы и со временем его роль в этом расширялась. Майк и Брэд придумали и спродюсировали мини-альбом Hybrid Theory EP (1999), и аналогичную роль сыграли при записи дебютного альбома Hybrid Theory (2000). Майк организовал и руководил записью альбома ремиксов Reanimation (2002). В свободное время сотрудничал с группой The X-Ecutioners, с которой они написали песню «It’s Goin' Down».
Создавая обложку альбома Meteora (2003), Шинода сотрудничал с художником граффити DELTA, графическим дизайнером Фрэнком Мэддоксом и Джо Ханом. Также Майк создал совместный с Jay-Z альбом Collision Course (2004), который получил премию «Грэмми» за лучшую «рэп-песню-сотрудничество» в 2006 году.
Группа выпустила следующий альбом, Minutes to Midnight, 14 мая 2007 года. В записи альбома принял участие Рик Рубин. Несмотря на редкость песен с Майком в роли вокалиста, музыкальный журнал Hit Parader присвоил ему 72 место в 100 лучших вокалистов металла[когда?] (англ. Top 100 Metal Vocalist of All Time). Майк и Рик работали вместе также над четвёртым альбомом Linkin Park A Thousand Suns, выпущенным 14 сентября 2010 г. и пятым альбомом Linkin Park «Living Things», выпущенным 26 июня 2012 г.
В мае 2013 года Майк заявил, что группа начала работать над шестым альбомом. Шинода и Брэд Делсон стали coпродюсерами альбома. Официальной датой выпуска альбома стало 17 июня 2014 г. Но альбом был слит в сеть 9 июня.

### Fort Minor
Майк сформировал сольный проект под названием Fort Minor в 2003—2004. Он объяснил название проекта в интервью:
 «Fort» символизирует более агрессивную сторону музыки. «Minor» может означать несколько вещей: если говорить о теории музыки, «Minor» означает «темный», а минорный тон более низкий. Я больше хотел дать название альбому, а не гордиться своим именем на обложке, хочу чтобы люди обращали больше внимания на музыку, чем на меня. 
Дебютный альбом Fort Minor, названный The Rising Tied, был выпущен 22 ноября 2005 г. и включил песни с участием Styles of Beyond, Lupe Fiasco (Люпе Фиаско), Common, Black Thought of The Roots, Джона Ледженда, Холли Брук, Джонаха Матранджи, Celph Titled, и Jay-Z в качестве исполнительного продюсера.
Для сезона 2006—2007 гг. NBA песня «Remember the Name», вторая из альбома The Rising Tied, стала саундтреком для дополнительного времени на TNT. Эта песня остается основной темой NBA на TNT и сейчас.
Он также попал в лучшую десятку с хитом «Where’d You Go», который достиг 4 места в Billboard Hot 100.
Fort Minor получил премию MTV VMA за лучший рингтон в 2006 и участвовал в следующих сериалах и фильмах (2005—2006 and 2010): «Красавцы», «Юристы Бостона», «Огни ночной пятницы», «Второй шанс», «Писатели свободы», «Каратэ-пацан» и 4исла.
Шинода также остался в роли исполнительного продюсера будущего альбома «Reseda Beach» группы Styles of Beyond. Он внёс свой вклад в музыку и вокал альбома, выпуск которого планировался в 2009. Однако альбом так и не выпустили, и Styles of Beyond объявили о перерыве на неопределенное время.
22 июня 2015 года Майк выпустил сингл «Welcome».

### Искусство и живопись
Майк был самым молодым в своём классе в колледже (1998) со степенью бакалавра искусств в области иллюстрации. Он приложил руку к большинству художественных образов Linkin Park, включая обложки альбомов, товары и веб-дизайн.
В своё свободное время в 2003 он делал совместный «ремикс» обуви для DC Shoes (компания, продающая спортивную одежду). Он переделал цвета и доработал материалы, и, сверх того, придумал упаковки и печатную рекламу.
В следующем году Майк создал серию из 10 картин, которые стали основой для альбома «The Rising Tied». Эта серия участвовала в первом публичном показе искусства Майка «Diamonds Spades Hearts & Clubs». В дополнение к 10 картинам Fort Minor, показ также включал 13 оригинальных работ и 5 совместных. Выставка «Diamonds Spades Hearts & Clubs» открылась в «Gallery 1988» 19 ноября в 2006.
В том же году Шинода учредил стипендию в колледже, где учился, чтобы спонсировать будущие работы студентов-графиков и дизайнеров. Названа она «The Michael K. Shinoda Endowed Scholarship» (рус. Стипендия имени М. К. Шиноды), присуждается на основе финансовых потребностей и заслуг (по словам Майка, её получают самые одарённые, но не имеющие средств для учёбы). Первый раз была присуждена в 2006 году. Создание стипендиального фонда стало возможным благодаря продаже оригинальных картин на сайте, выставкам и проектам с «DC Shoes».
11 июля в 2008 в Японско-американском Национальном Музее (англ. Japanese American National Museum) (Лос-Анджелес) состоялась премьера второй выставки Шиноды «Glorious Excess (BORN)», которая состояла из двух частей. В первую часть вошли 9 новых картин с эксклюзивными подписями в день открытия. Вторая часть — «Glorious Excess (DIES)» — была перенесена на 22 августа 2009 г.
В 2008 Майк снова сотрудничал с «DC Shoes» над вторым «ремиксом» обуви. Этот проект сочетает в себе «великолепное соприкосновение уникальных черт характера Майка: опытный художник против музыканта, американское воспитание против японского наследия». Ремикс имеет 2 разные версии — «Xander» и «Pride». Около 2000 пар ограниченного выпуска стали доступны для покупки с 1 августа 2008 г., официальной даты выпуска.

### Сольный проект
25 января 2018 года Шинода под своим именем выпустил мини-альбом Post Traumatic, который состоит из трёх песен. 8 марта того же года он объявил, что работает над сольным альбомом. 15 июня вышел дебютный альбом Шиноды, названый так же, как и предшествующий ему мини-альбом, Post Traumatic. Альбом получил положительные отзывы критиков. На сайте Metacritic, собирающем различные оценки и формирующем среднюю оценку всех отзывов, альбом получил средний балл 73, что указывает на хороший приём работы. Альбом занял 16 место в Billboard 200.
30 июня 2020 года Шинода выпустил EP Open Door. В него вошло три трека, два из которых инструменталы. Заглавная композиция записана приблизительно в том же стиле, что и песни с Post Traumatic, а вот «Super Galaxtica» и «Osiris» — экспериментальные биты на стыке альтернативного хип-хопа и трип-хопа.
10 июля 2020 года Майк выпустил второй сольный альбом Dropped Frames, Vol.1. В него вошло 12 треков, которые он создал во время live-стримов в сервисе Twitch. Во время работы над пластинкой Шинода тесно сотрудничал со своими фанатами и даже записал с ними совместный трек. В песне «Open Door» можно услышать голоса семи разных вокалистов помимо самого Майка.
31 июля Шинода выпустил третий сольный альбом Dropped Frames, Vol.2. Он был записан по схеме предыдущей пластинки (live-стримы в Twitch) и также состоит из 12 треков. В записи пластинки приняли участие Dan Mayo, Elise Trouw и Money Mark. Давая интервью журналу Forbes перед релизом второй части серии Dropped Frames, Майк заявил, что уже работает над третьей и планирует сделать ее заключительной.
19 февраля 2021 года он выложил в сеть песню «Happy Endings», изданную по схеме NFT, пообещав, что, если песня понравится людям, он соберёт все песни, над которыми работает, в альбом. В записи приняли участие iann dior и UPSAHL.
3 декабря 2021 года Майк выпустил EP «Ziggurats», по которому был выпущен первый генеративный микстейп NFT. Он содержал 5000 уникальных аудио + визуальные NFT в сети Tezos.

## Достижения
См. также: Список наград и номинаций Linkin Park
- Написал саундтрек к церемонии MTV Video Music Awards 2005 года. Lil Jon также внёс свой вклад в него, но он и Майк не сотрудничали — их треки были разделены[12].
- Был почётным маршалом фестиваля Nisei Week в Лос-Анджелесе в 2005 году[12].
- Был удостоен награды Японско-Американского национального музея (англ. Japanese American National Museum) в 2006 году в номинации «Excellence» (Выдающееся мастерство)[12].
- Вместе с Брэдом Дэлсоном написал и сделал аранжировку песни и выступления для единственного совместного мэш-апа с Jay-Z и Полом Маккартни песни «Numb / Encore / Yesterday» на сцене церемонии «Грэмми» 2006 года. И в тот же вечер, когда они выиграли в номинации «Лучшее рэп/песенное совместное исполнение» (Best Rap/Sung Collaboration), Майк произнес благодарственную речь, получив статуэтку[12]:

Когда мы подошли к трибуне, Джей жестом показал, чтобы произнёс речь я, что я и сделал. Думаю, что он хотел, чтобы я принял награду потому, что я составил, спродюсировал и смикшировал все мэшапы в Collision Course.
- В 2009 получил звание почётного доктора гуманитарных наук (Honorary Doctorate Of Humane Letters) от Art Center College Of Design (колледж, который он окончил в 1998)[12].
- В 2010 году получил награду «Visionary Award» от EWP (East West Players — азиатско-американская театральная организация в Лос-Анджелесе)[12].
- 3 апреля 2022 года получил «Грэмми» за лучшую ремикшированную запись: «Passenger» (Официальный ремикс на песню Deftones)[13]

## Оборудование на 2018 год

### Гитары
- Fender Stratocaster
- Paul Reed Smith Dave Navarro Signature Model

### Другое
- Гитарный предусилитель Fractal Audio Systems Axe-Fx II
- Гитарный усилитель Matrix GT1000FX
- Гитарный кабинет Mesa/Boogie 2x12 Recto
- MIDI-контроллер Native Instruments Maschine Jam
- MIDI-контроллер Native Instruments Maschine MKII
- Синтезатор Access Virus TI2 Polar
- Цифровое пианино Nord Stage 2

## Дискография

### Студийные альбомы

#### Сольно
- 2018 — Post Traumatic (мини-альбом)
- 2018 — Post Traumatic
- 2020 — Dropped Frames, Vol. 1[англ.]
- 2020 — Dropped Frames, Vol. 2
- 2020 — Dropped Frames, Vol. 3
- 2021 — ZIGGURATS
- 2023 — The Crimson Chapter EP

#### Linkin Park
| Год  | Альбом              | Лейбл                                           |
| ---- | ------------------- | ----------------------------------------------- |
| 2000 | Hybrid Theory       | Warner Brothers Records                         |
| 2003 | Meteora             | Warner Brothers Records/Machine Shop Recordings |
| 2007 | Minutes to Midnight | Warner Brothers Records/Machine Shop Recordings |
| 2010 | A Thousand Suns     | Warner Brothers Records/Machine Shop Recordings |
| 2012 | Living Things       | Warner Brothers Records/Machine Shop Recordings |
| 2014 | The Hunting Party   | Warner Brothers Records/Machine Shop Recordings |
| 2017 | One More Light      | Warner Brothers Records/Machine Shop Recordings |
| 2024 | From Zero           | Warner Brothers Records/Machine Shop Recordings |

#### Fort Minor
| Год  | Название |
| ---- | --- |
| 2005 | The Rising Tied - Релиз: 22 ноября 2005 - Лейбл: Machine Shop Recordings/ Warner Bros. Records                     |
| 2006 | Fort Minor Militia EP (мини-альбом) - Релиз: 22 ноября 2006 - Лейбл: Machine Shop Recordings/ Warner Bros. Records |

### Другие работы
- 2002 — «It’s Goin' Down» (Совместно с The X-Ecutioners и Mr. Hahn)
- 2004 — «Enjoy the Silence 04» (Официальный ремикс на песню Depeche Mode «Enjoy the Silence»)
- 2007 — «Second to None» (Совместно с Styles of Beyond)
- 2007 — «Hey You» (Совместно с Styles of Beyond)
- 2012 — «RAZORS.OUT» (Совместно с Chino Moreno и Joseph Trapanese)
- 2015 — «Welcome» (Fort Minor)
- 2018 — «Waiting For Tomorrow» (Совместно с Martin Garrix и Pierce Fulton)[14]
- 2019 — «Fine» (Для российского фильма «Аванпост»)
- 2020 — «Passenger» (Официальный ремикс на песню Deftones «Passenger»)[15]

### Продюсирование
| Год  | Исполнитель                                           | Трек/Альбом                            |
| ---- | ----------------------------------------------------- | -------------------------------------- |
| 1996 | Xero                                                  | Xero                                   |
| 1998 | Styles of Beyond                                      | «Marco Polo»                           |
| 1999 | Linkin Park                                           | «High Voltage»                         |
| 2000 | Linkin Park                                           | «My December»                          |
| 2002 | Linkin Park                                           | Reanimation                            |
| 2002 | The X-Ecutioners, Mr. Hahn, Майк Шинода, Wayne Static | «It’s Goin' Down»                      |
| 2004 | Depeche Mode                                          | «Enjoy the Silence 04»                 |
| 2005 | Fort Minor                                            | Fort Minor: We Major                   |
| 2005 | Майк Шинода                                           | Саундтрек к MTV VMA 2005               |
| 2006 | Лупе Фиаско                                           | «The Instrumental»                     |
| 2007 | Linkin Park                                           | Minutes to Midnight                    |
| 2007 | Linkin Park                                           | «What I’ve Done (Distorted Remix)»     |
| 2007 | Styles of Beyond, Celph Titled                        | «You Cannot Fuck With This»            |
| 2007 | Styles of Beyond                                      | «Hard [MS Remix]»                      |
| 2007 | Styles of Beyond, Майк Шинода                         | «Second to None»                       |
| 2008 | Баста Раймс, Linkin Park                              | «We Made It»                           |
| 2008 | Linkin Park                                           | «L.O.A.T.R.» (M. Shinoda Remix)        |
| 2009 | Linkin Park                                           | «Lockjaw»                              |
| 2009 | Linkin Park                                           | «New Divide»                           |
| 2009 | Julien-K                                              | «Death to Analog (Mike Shinoda Remix)» |
| 2010 | Cypress Hill                                          | «Carry Me Away»                        |
| 2010 | Linkin Park                                           | A Thousand Suns                        |
| 2011 | Mike Shinoda                                          | «The Raid — Redemption»                |
| 2012 | Linkin Park                                           | Living Things                          |
| 2014 | Linkin Park                                           | The Hunting Party                      |
| 2017 | Linkin Park                                           | One More Light                         |
| 2018 | Mike Shinoda                                          | Post Traumatic                         |
| 2020 | Mike Shinoda                                          | «Passenger»                            |
| 2024 | Linkin Park                                           | From Zero                              |